# ラグビーワールドカップ2027
ラグビーワールドカップ2027は、2027年10月1日から11月13日までオーストラリアで開催予定の第11回ラグビーワールドカップ（男子大会）。

## 立候補国
2018年9月、ワールドラグビー会長のビル・ボーモントは新興国での開催もあると示唆し、同時にCEOのブレット・ゴスパーは2031年大会についても一緒に開催国を決定するプランを明かした（2015年大会・2019年大会の開催国が一緒に発表されたのと同様）。当初、2021年後半に開催国が決定される予定だった。
2019年6月までにアルゼンチン、オーストラリア、ロシアの3か国が開催方針を表明していたが、2020年4月にアルゼンチンが撤回した。
2020年12月17日、組織的なドーピング問題を理由に、スポーツ仲裁裁判所はロシアに対してスポーツ選手団を2年間出場禁止とする処分を下した。これを受け、ロシアラグビー協会は立候補ができなくなった。
2022年5月12日、ワールドラグビーの理事会で第11回大会（ワールドカップ2027）をオーストラリアで開催することを発表した。オーストラリアでの開催は、第1回（ワールドカップ1987、ニュージーランドと共同開催）、第5回（ワールドカップ2003）以来、24年ぶり3回目。同時に、2025年女子大会をイングランドで、2029年女子大会をオーストラリアで、2031年男子大会・2033年女子大会をアメリカ合衆国で開催することも発表された。

## 会場
AFCアジアカップ2015で使用された会場や前回オーストラリアで開催されたラグビーワールドカップ2003の会場が多く使われる。そのうち開幕戦と決勝はスタジアム・オーストラリアで開催予定。

## 試合方式
本大会より出場チームを従来より4増やし、24に拡大する。
チーム数の増加は1999年（16（4チーム×4組）から20（5チーム×4組）へ）以来となり、大会期間（2027年10月1日-11月13日）も従来より1週間短縮の6週間となる。これに伴い、プール戦（グループステージ）で、各節1か国が休むことによる日程間隔の不平等が改善され、ほぼ平等な条件下で対戦することができるようになる。
プール戦は、各4チーム×6組による総当たり戦（3試合）。各プール戦1位・2位チームと、3位のうち勝ち点上位4チームとの計16チームが、トーナメント戦「ラウンド16」へ進出できる。そこから8チームによる「ノックアウトラウンド」（準々決勝以降。3位決定戦も行う）に進む。

## 出場チーム
出場チーム数について、2023年10月24日にワールドラグビー理事会において、24チームに拡大することが決まった。
開催国のオーストラリアを含む、前回2023大会上位12チームは予選免除。

### 予選プロセス
残り12チームを決める予選プロセスは、以下のとおり行われる。
太字は本大会出場決定を示す。
- ラグビーヨーロッパ・チャンピオンシップ2025【4チーム決定】 参加国：ジョージア、スペイン、ポルトガル、ルーマニア、オランダ、スイス、ベルギー、ドイツ
- アジアラグビー・チャンピオンシップ2025【1チーム決定】 参加国：香港、韓国、マレーシアまたはスリランカ、アラブ首長国連邦
- ラグビーアフリカ・カップ2025【1チーム決定】 参加国：アルジェリア、コートジボワール、ケニア、ナミビア、セネガル、ウガンダ、ジンバブエ、モロッコ
- スダメリカラグビー・チャンピオンシップ2025【1チーム決定】 参加国：ブラジル、チリ、パラグアイ、ウルグアイ
- パシフィック・ネーションズカップ2025【3チーム決定】 参加国：カナダ、サモア、トンガ、アメリカ合衆国、フィジー、日本（フィジーと日本はすでにWC出場権がある）
- 南アメリカ・パシフィック プレーオフ【1チーム決定】：スダメリカラグビー・チャンピオンシップ2025準優勝チーム、パシフィック・ネーションズカップ2025の6位チームで、ホーム＆アウェーで2試合を行う。
- 最終予選（4チーム総当たり戦）【1チーム決定】参加国：(1) スダメリカラグビー・チャンピオンシップ2025の3位チーム、(2) 南アメリカ・パシフィック プレーオフの敗者、(3) ラグビーヨーロッパ・チャンピオンシップ2025の5位（ベルギー）、(4) ラグビーアフリカ・カップ2025の2位チーム と アジアラグビー・チャンピオンシップ2025の2位チーム との勝者（ナミビア）

|                | 予選 | 予選 | 前回大会順位 または 予選順位                       | ワールドカップ2027 出場チーム | ワールドカップ 出場回数 | 出場決定日    | 備考          |
| -------------- | --- | --- | -------------------------------------------------- | ----------------------------- | ----------------------- | ------------- | ------------- |
| 予選 免除 12国 | 開催国【予選免除】 | 開催国【予選免除】 | プールC・3位                                       | オーストラリア                | 11大会連続11回目        | 2022年5月12日 |               |
| 予選 免除 12国 | 前回大会 プールステージ3位以上（ベスト12） 【予選免除】 | 前回大会 プールステージ3位以上（ベスト12） 【予選免除】 | 優勝                                               | 南アフリカ共和国              | 9大会連続9回目          | 2023年10月8日 |               |
| 予選 免除 12国 | 前回大会 プールステージ3位以上（ベスト12） 【予選免除】 | 前回大会 プールステージ3位以上（ベスト12） 【予選免除】 | 準優勝                                             | ニュージーランド              | 11大会連続11回目        | 2023年10月8日 |               |
| 予選 免除 12国 | 前回大会 プールステージ3位以上（ベスト12） 【予選免除】 | 前回大会 プールステージ3位以上（ベスト12） 【予選免除】 | 3位                                                | イングランド                  | 11大会連続11回目        | 2023年10月8日 |               |
| 予選 免除 12国 | 前回大会 プールステージ3位以上（ベスト12） 【予選免除】 | 前回大会 プールステージ3位以上（ベスト12） 【予選免除】 | 4位                                                | アルゼンチン                  | 11大会連続11回目        | 2023年10月8日 |               |
| 予選 免除 12国 | 前回大会 プールステージ3位以上（ベスト12） 【予選免除】 | 前回大会 プールステージ3位以上（ベスト12） 【予選免除】 | ベスト8                                            | ウェールズ                    | 11大会連続11回目        | 2023年10月8日 |               |
| 予選 免除 12国 | 前回大会 プールステージ3位以上（ベスト12） 【予選免除】 | 前回大会 プールステージ3位以上（ベスト12） 【予選免除】 | ベスト8                                            | アイルランド                  | 11大会連続11回目        | 2023年10月8日 |               |
| 予選 免除 12国 | 前回大会 プールステージ3位以上（ベスト12） 【予選免除】 | 前回大会 プールステージ3位以上（ベスト12） 【予選免除】 | ベスト8                                            | フィジー                      | 8大会連続10回目         | 2023年10月8日 |               |
| 予選 免除 12国 | 前回大会 プールステージ3位以上（ベスト12） 【予選免除】 | 前回大会 プールステージ3位以上（ベスト12） 【予選免除】 | ベスト8                                            | フランス                      | 11大会連続11回目        | 2023年10月8日 |               |
| 予選 免除 12国 | 前回大会 プールステージ3位以上（ベスト12） 【予選免除】 | 前回大会 プールステージ3位以上（ベスト12） 【予選免除】 | プールA・3位                                       | イタリア                      | 11大会連続11回目        | 2023年10月8日 |               |
| 予選 免除 12国 | 前回大会 プールステージ3位以上（ベスト12） 【予選免除】 | 前回大会 プールステージ3位以上（ベスト12） 【予選免除】 | プールB・3位                                       | スコットランド                | 11大会連続11回目        | 2023年10月8日 |               |
| 予選 免除 12国 | 前回大会 プールステージ3位以上（ベスト12） 【予選免除】 | 前回大会 プールステージ3位以上（ベスト12） 【予選免除】 | プールD・3位                                       | 日本                          | 11大会連続11回目        | 2023年10月8日 |               |
| 予選 から 12国 | ラグビーヨーロッパ・チャンピオンシップ2025 2025年1月31日-3月16日 （順位確定は3月16日） ジョージア、スペイン、ルーマニア、ポルトガル、 ベルギー、オランダ、ドイツ、スイス                    | ラグビーヨーロッパ・チャンピオンシップ2025 2025年1月31日-3月16日 （順位確定は3月16日） ジョージア、スペイン、ルーマニア、ポルトガル、 ベルギー、オランダ、ドイツ、スイス | 1位                                                | ジョージア                    | 7大会連続7回目          | 2025年2月8日  | [ 15 ]        |
| 予選 から 12国 | ラグビーヨーロッパ・チャンピオンシップ2025 2025年1月31日-3月16日 （順位確定は3月16日） ジョージア、スペイン、ルーマニア、ポルトガル、 ベルギー、オランダ、ドイツ、スイス                    | ラグビーヨーロッパ・チャンピオンシップ2025 2025年1月31日-3月16日 （順位確定は3月16日） ジョージア、スペイン、ルーマニア、ポルトガル、 ベルギー、オランダ、ドイツ、スイス | 2位                                                | スペイン                      | 7大会ぶり2回目          | 2025年2月8日  | [ 15 ]        |
| 予選 から 12国 | ラグビーヨーロッパ・チャンピオンシップ2025 2025年1月31日-3月16日 （順位確定は3月16日） ジョージア、スペイン、ルーマニア、ポルトガル、 ベルギー、オランダ、ドイツ、スイス                    | ラグビーヨーロッパ・チャンピオンシップ2025 2025年1月31日-3月16日 （順位確定は3月16日） ジョージア、スペイン、ルーマニア、ポルトガル、 ベルギー、オランダ、ドイツ、スイス | 3位                                                | ルーマニア                    | 2大会連続10回目         | 2025年2月8日  | [ 15 ]        |
| 予選 から 12国 | ラグビーヨーロッパ・チャンピオンシップ2025 2025年1月31日-3月16日 （順位確定は3月16日） ジョージア、スペイン、ルーマニア、ポルトガル、 ベルギー、オランダ、ドイツ、スイス                    | ラグビーヨーロッパ・チャンピオンシップ2025 2025年1月31日-3月16日 （順位確定は3月16日） ジョージア、スペイン、ルーマニア、ポルトガル、 ベルギー、オランダ、ドイツ、スイス | ４位                                               | ポルトガル                    | 2大会連続3回目          | 2025年2月8日  | [ 15 ]        |
| 予選 から 12国 | アジアラグビーチャンピオンシップ2025 2025年6月13日-7月5日 香港、アラブ首長国連邦、韓国、スリランカ                                                                                          | アジアラグビーチャンピオンシップ2025 2025年6月13日-7月5日 香港、アラブ首長国連邦、韓国、スリランカ                                                                       | 優勝                                               | 香港                          | 初出場                  | 2025年7月5日  | [ 16 ]        |
| 予選 から 12国 | ラグビーアフリカ・カップ2025 2025年7月8日-19日 アルジェリア、コートジボワール、ケニア、 ナミビア、セネガル、ウガンダ、ジンバブエ、モロッコ                                                  | ラグビーアフリカ・カップ2025 2025年7月8日-19日 アルジェリア、コートジボワール、ケニア、 ナミビア、セネガル、ウガンダ、ジンバブエ、モロッコ                               | 優勝                                               | ジンバブエ                    | 9大会ぶり3回目          | 2025年7月19日 | [ 17 ] [ 18 ] |
| 予選 から 12国 | パシフィックネーションズカップ2025 2025年8月23日-9月20日 （フィジー、日本以外）サモア、トンガ、アメリカ合衆国、カナダから 上位3チーム（5位まで）                                            | |                                                    |                               |                         |               |               |
| 予選 から 12国 | | |                                                    |                               |                         |               |               |
| 予選 から 12国 | | |                                                    |                               |                         |               |               |
| 予選 から 12国 | スダメリカラグビー・チャンピオンシップ2025 2025年7月19日-9月6日 ブラジル、チリ、パラグアイ、ウルグアイ                                                                                      | スダメリカラグビー・チャンピオンシップ2025 2025年7月19日-9月6日 ブラジル、チリ、パラグアイ、ウルグアイ                                                                   | 優勝                                               |                               |                         |               | [ 20 ]        |
| 予選 から 12国 | スダメリカラグビー・ チャンピオンシップ2025 2位 | | 南アメリカ・パシフィック プレーオフ 2025年9月 優勝 |                               |                         |               | [ 20 ]        |
| 予選 から 12国 | パシフィック・ ネーションズカップ2025 6位 | | 南アメリカ・パシフィック プレーオフ 2025年9月 優勝 |                               |                         |               | [ 20 ]        |
| 予選 から 12国 | ラグビーヨーロッパ・ チャンピオンシップ2025 5位 | ベルギー | ドバイ最終予選 2025年11月8-18日 優勝               |                               |                         |               | [ 22 ]        |
| 予選 から 12国 | アフリカ・アジアプレーオフ勝者 · (ラグビーアフリカ・カップ2025準優勝 と · アジアラグビー・チャンピオンシップ2025準優勝 · との対戦の勝者) 2025年7月26日 · ナミビア vs アラブ首長国連邦の勝者 | ナミビア | ドバイ最終予選 2025年11月8-18日 優勝               |                               |                         |               | [ 22 ]        |
| 予選 から 12国 | スダメリカラグビー・ チャンピオンシップ2025 3位 2025年10月18日 | | ドバイ最終予選 2025年11月8-18日 優勝               |                               |                         |               | [ 22 ]        |
| 予選 から 12国 | 南アメリカ・パシフィック プレーオフの敗者 | | ドバイ最終予選 2025年11月8-18日 優勝               |                               |                         |               | [ 22 ]        |
|                | 予選 | 予選 | 前回大会順位 または 予選順位                       | ワールドカップ2027 出場チーム | ワールドカップ 出場回数 | 出場決定日    | 備考          |

## 開催都市
2025年1月30日、ワールドラグビーは以下の通り開催都市と試合配分を発表した。都市名の「先住民による呼称」も同時にワールドラグビーが発表。

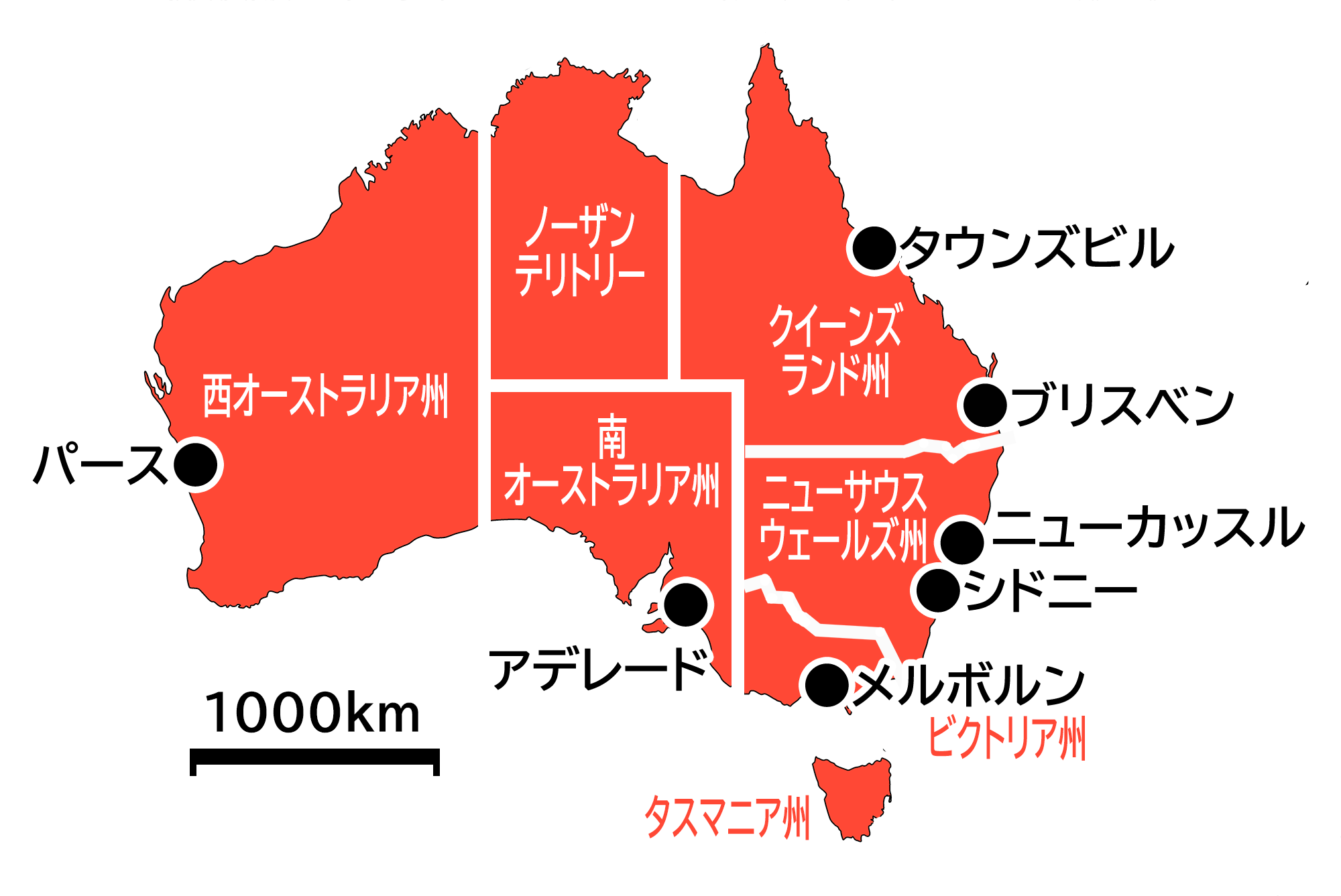
ラグビーワールドカップ2027開催都市

| 都市名 （先住民による呼称）           | 州名                     | プール戦                    | ラウンド16       | ノックアウト ラウンド                        | スタジアム (収容人数)                           |
| ------------------------------------- | ------------------------ | --------------------------- | ---------------- | -------------------------------------------- | ----------------------------------------------- |
| パース （ブールル）                   | 西オーストラリア州       | 開幕戦を含む プール戦 5試合 | ラウンド16 2試合 |                                              | パース・スタジアム (65,000人)                   |
| タウンズビル （グランビルバラ）       | クイーンズランド州       | プール戦 4試合              |                  |                                              | ノース・クイーンズランド・スタジアム (25,000人) |
| ニューカッスル （アワバカル・ウォリ） | ニューサウスウェールズ州 | プール戦 4試合              |                  |                                              | ニューカッスル国際スポーツセンター (33,000人)   |
| アデレード （タントーニャ）           | 南オーストラリア州       | プール戦 5試合              |                  |                                              | アデレード・オーバル (53,500人)                 |
| メルボルン （ナーム）                 | ビクトリア州             | プール戦 7試合              | ラウンド16 2試合 |                                              | 未定                                            |
| ブリスベン （ミーアンジン）           | クイーンズランド州       | プール戦 6試合              | ラウンド16 2試合 | 準々決勝 2試合                               | ラング・パーク (52,500人)                       |
| シドニー （ガディガル）               | ニューサウスウェールズ州 | プール戦 5試合              | ラウンド16 2試合 | 準々決勝 2試合 準決勝 2試合 3位決定戦 決勝戦 | スタジアム・オーストラリア (82,000人)           |

## スポンサー

### グローバル・パートナー
- エミレーツ航空[26]
- アサヒビール（アサヒスーパードライ）[27]

### 公式サプライヤー
- チケットマスター[28]

### オフィシャルサポーター
- ユニリーバ[29]